# Parks (Nebraska)
Parks es un lugar designado por el censo ubicado en el condado de Dundy en el estado estadounidense de Nebraska. En el censo de 2010 tenía una población de 23 habitantes y una densidad poblacional de 50,46 personas por km².

## Geografía
Parks se encuentra ubicado en las coordenadas 40°2′37″N 101°43′30″O / 40.04361, -101.72500. Según la Oficina del Censo de los Estados Unidos, Parks tiene una superficie total de 0.46 km², de la cual 0.46 km² corresponden a tierra firme y (0%) 0 km² es agua.

## Demografía
Según el censo de 2010, había 23 personas residiendo en Parks. La densidad de población era de 50,46 hab./km². De los 23 habitantes, Parks estaba compuesto por el 100% blancos, el 0% eran afroamericanos, el 0% eran amerindios, el 0% eran asiáticos, el 0% eran isleños del Pacífico, el 0% eran de otras razas y el 0% pertenecían a dos o más razas. Del total de la población el 0% eran hispanos o latinos de cualquier raza.